# أوكسيداز اليورات
أوكسيداز اليورات (بالإنجليزية: Urate oxidase)‏ أو اليوريكاز (بالإنجليزية: Uricase)‏ أو هيدروكسيلاز اليورات المستقل عن العامل (بالإنجليزية: factor-independent urate hydroxylase)‏ هو إنزيم لا يوجد عن الإنسان، يقوم هذا الإنزيم بتحفيز أكسدة حمض اليوريك إلى 5-هيدروكسي آيزو يورات:
حمض اليوريك + O2 + H2O → 5-هيدروكسي آيزو يورات + H2O2 → ألانتوين + CO2
|  |  |  |

| هيدروكسيلاز اليورات المستقل عن العامل factor-independent urate hydroxylase | هيدروكسيلاز اليورات المستقل عن العامل factor-independent urate hydroxylase |
| أرقام التعريف                                                              | أرقام التعريف                                                              |
| -------------------------------------------------------------------------- | -------------------------------------------------------------------------- |
| رقم التصنيف الإنزيمي                                                       | 1.7.3.3                                                                    |
| رقم التسجيل CAS                                                            | 9002-12-4                                                                  |
| قواعد البيانات                                                             |                                                                            |
| قاعدة بيانات الإنزيم                                                       | راجع IntEnz                                                                |
| قاعدة بيانات براونشفايغ                                                    | راجع BRENDA                                                                |
| إكسباسي                                                                    | راجع NiceZyme                                                              |
| موسوعة كيوتو                                                               | راجع KEGG                                                                  |
| ميتاسيك                                                                    | المسار الأيضي                                                              |
| بريام                                                                      | ملف التعريف                                                                |
| تركيب بنك بيانات البروتين                                                  | RCSB PDB PDBe PDBsum                                                       |
| الأونتولوجيا الجينية                                                       | AmiGO / EGO                                                                |
| بحث ببمد سنترال مقالات ببمد مقالات أن سي بي آي بروتينات                    |                                                                            |
| بحث                                                                        |                                                                            |
| ببمد سنترال                                                                | مقالات                                                                     |
| ببمد                                                                       | مقالات                                                                     |
| أن سي بي آي                                                                | بروتينات                                                                   |
|                                                                            |                                                                            |

| بحث         | بحث      |
| ----------- | -------- |
| ببمد سنترال | مقالات   |
| ببمد        | مقالات   |
| أن سي بي آي | بروتينات |
|             |          |

| يوريكاز Uricase | يوريكاز Uricase |
| المعرفات | المعرفات |
| --- | --- |
| الرمز | Uricase |
| قاعدة بيانات عوائل البروتينات | PF01014 |
| إنتربرو | IPR002042 |
| بروسايت | PDOC00315 |
| SCOP2 | 1uox / SCOPe / SUPFAM |
| تراكيب البروتين المتوفرة: قاعدة بيانات عوائل البروتينات structures / ECOD PDB RCSB PDB ؛ PDBe ؛ PDBj بي دي بي سام structure summary بنك بيانات البروتينات 1ws2 D:142-291 1r56 A:142-291 1ws3 B:142-291 1xxj D:142-291 1xt4 A:142-291 1r4u A:142-291 1r51 A:142-291 1r4s A:142-291 1j2g B:336-476 | |
| تراكيب البروتين المتوفرة: | |
| قاعدة بيانات عوائل البروتينات | structures / ECOD |
| PDB | RCSB PDB؛ PDBe؛ PDBj |
| بي دي بي سام | structure summary |
| بنك بيانات البروتينات | 1ws2D:142-291 1r56A:142-291 1ws3B:142-291 1xxjD:142-291 1xt4A:142-291 1r4uA:142-291 1r51A:142-291 1r4sA:142-291 1j2gB:336-476 |
| | |

| تراكيب البروتين المتوفرة:     | تراكيب البروتين المتوفرة: |
| ----------------------------- | --- |
| قاعدة بيانات عوائل البروتينات | structures / ECOD |
| PDB                           | RCSB PDB؛ PDBe؛ PDBj |
| بي دي بي سام                  | structure summary |
| بنك بيانات البروتينات         | 1ws2D:142-291 1r56A:142-291 1ws3B:142-291 1xxjD:142-291 1xt4A:142-291 1r4uA:142-291 1r51A:142-291 1r4sA:142-291 1j2gB:336-476 |
|                               | |